# Żyłkoblaszka wklęsłokapeluszowa

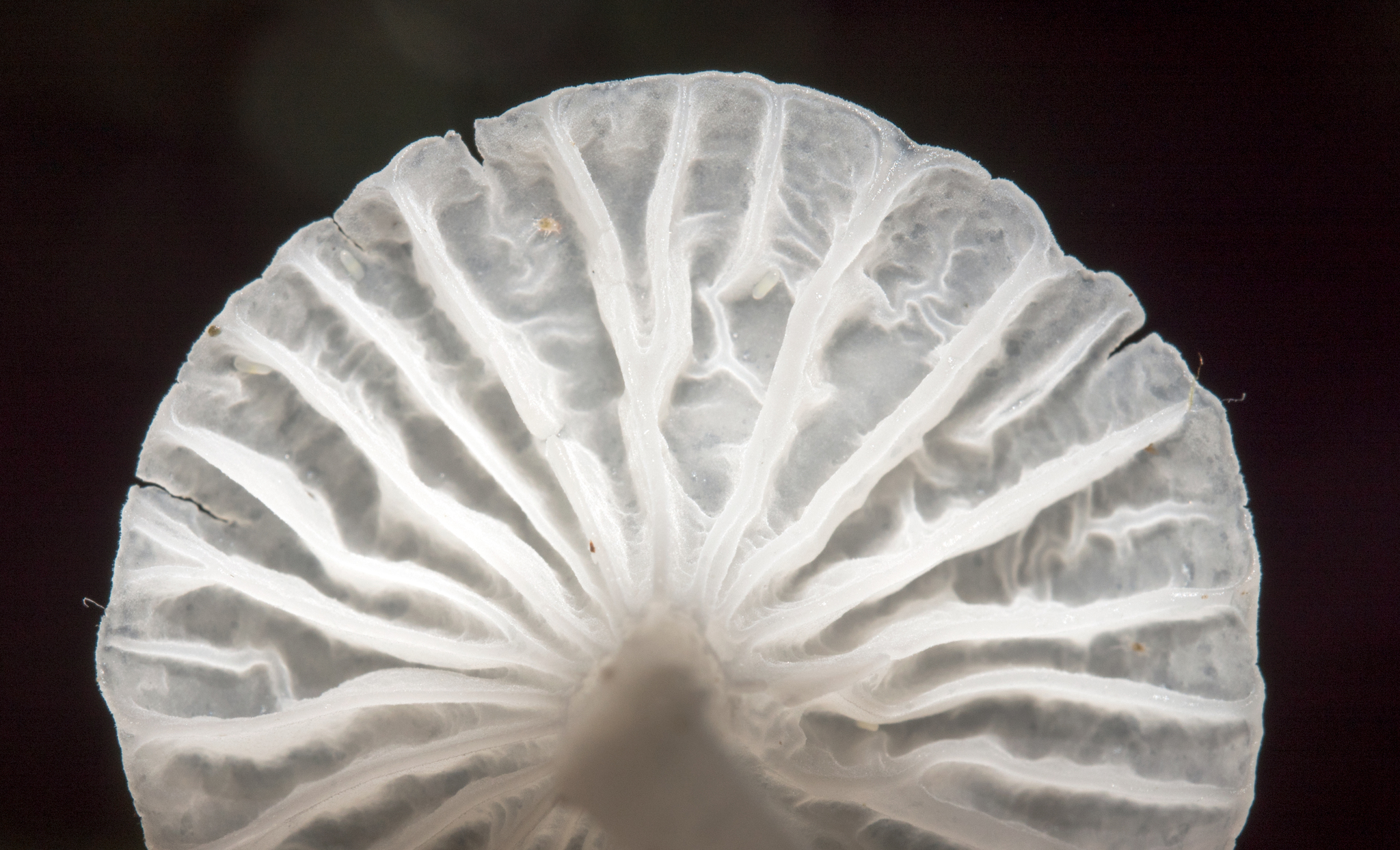

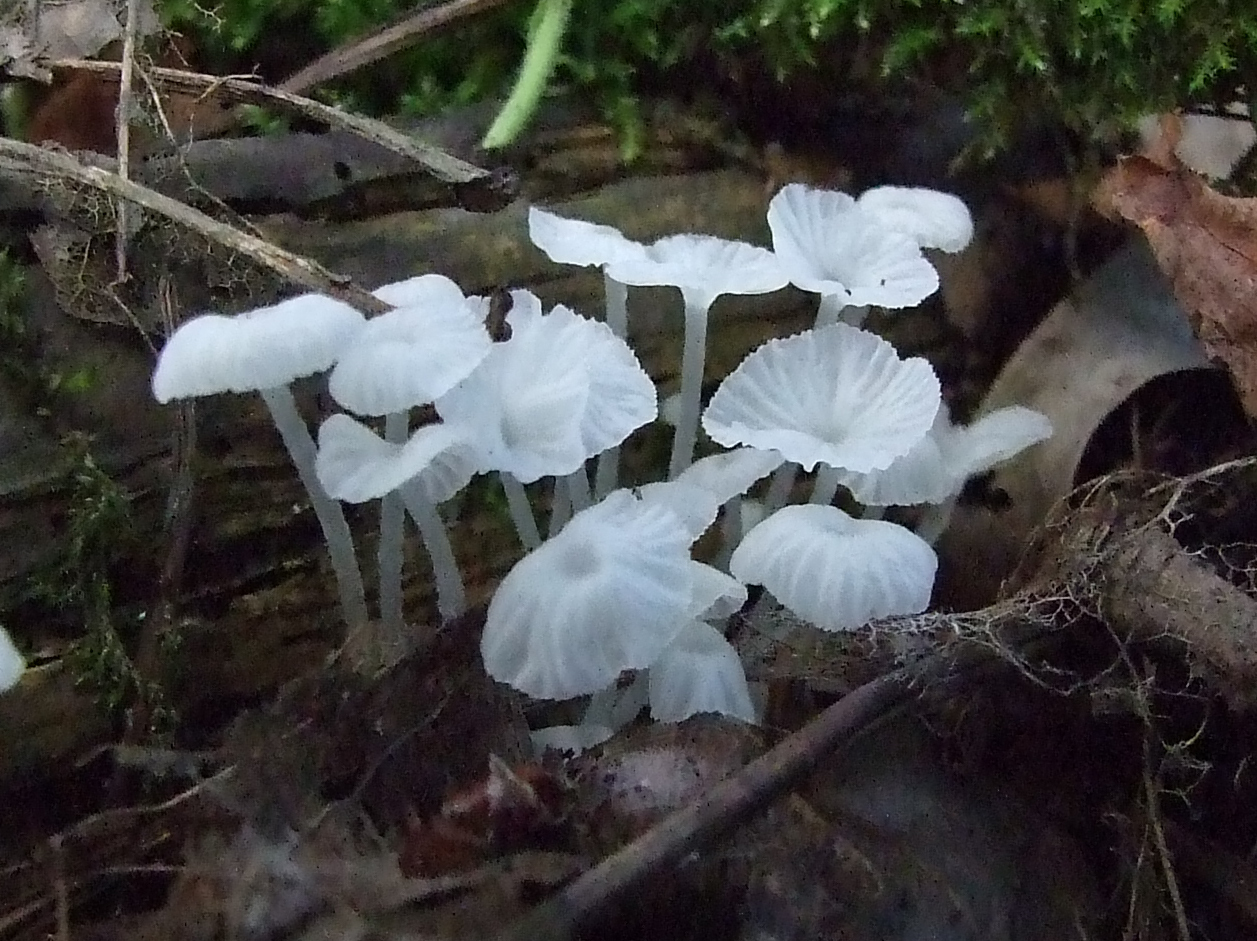

Żyłkoblaszka wklęsłokapeluszowa (Delicatula integrella (Pers.) Fayod) – gatunek grzybów z rzędu pieczarkowców (Agaricales).

## Systematyka i nazewnictwo
Pozycja w klasyfikacji według Index Fungorum: Delicatula, Incertae sedis, Agaricales, Agaricomycetidae, Agaricomycetes, Agaricomycotina, Basidiomycota, Fungi.
Po raz pierwszy opisał go w 1800 r. Christiaan Hendrik Persoon, nadając mu nazwę Agaricus integrellus. Obecną nazwę nadał mu Victor Fayod w 1889 r. Ma 11 synonimów. Niektóre z nich:
- Delicatula integrella var. macrospora J.Aug. Schmitt 2020
- Delicatula integrella var. macrospora J.Aug. Schmitt 2022
- Mycena integrella (Pers.) Gray 1821
- Omphalia integrella (Pers.) P. Kumm. 1871[2].

Franciszek Błoński w 1889 r. podał polską nazwę bedłka całobrzega, W. Wojewoda w 2003 r. zarekomendował nazwę żyłkoblaszka wlęsłokapeluszowa.

## Morfologia
Kapelusz
Średnica 3–12 mm, początkowo półkulisty, potem rozpostarty, na koniec silnie wklęsły, prześwitujący z ostrym, ząbkowanym brzegiem. Powierzchnia biaława, naga i gładka.
Hymenofor
Blaszkowato-żyłkowaty. Blaszkożyłki wąskie, rzadkie, czasami rozgałęziające się i anastomozujące, przyrośnięte i nieco zbiegające na trzon.
Trzon
Nitkowaty o wysokości 10–15 mm i grubości 0,5–1 mm. Podstawa bulwkowataz delikatną grzybnią. Powierzchnia biała.
Miąższ
Miękki, błonkowaty, bez wyraźnego zapachu, o łagodnym smaku.
Cechy mikroskopowe.
Zarodniki elipsoidalne, jajowate, cytrynowate lub migdałowate, gładkie, 7,5–8,5 × 4–5 µm, amyloidalne.
Gatunki podobne
Charakterystyczną cechą żyłkoblaszki wklęsłokapeluszowej są słabo wykształcone, żyłkowate blaszki (tzw. blaszkożyłki). Podobne, drobne i białe, są niektóre gatunki z rodzaju Hemimycena (białogrzybówka), ale mają dobrze wykształcone blaszki. Grzybówka cytrynowa (Mycena epipterygia) ma cytrynowe wybarwienia.

## Występowanie i siedlisko
Żyłkoblaszka wklęsłokapeluszowa występuje na wszystkich kontynentach poza Antarktydą. W Europie występuje na całym obszarze, poza Bałkanami. W Polsce W. Wojewoda w 2003 r. przytoczył wiele stanowisk z uwagą, że częstość występowania i stopień zagrożenia nie są znane. Bardziej aktualne i liczne stanowiska podaje internetowy atlas grzybów. Znajduje się w nim na liście gatunków zagrożonych i wartych objęcia ochroną.
Naziemny i nadrzewny grzyb saprotroficzny występujący w lasach i parkach wśród mchów i opadłych liści, w zbiorowiskach z lepiężnikiem wyłysiałym (Petasites kablikianus), na spróchniałym drewnie i opadłych liściach drzew, zwłaszcza olszy.